# Vianadt
Philippe Taviand, dit Vianadt, est un auteur dramatique français né le 25 juin 1797 à Lons-le-Saunier, où il est mort le 27 juin 1825.

## Œuvre
- 1824 : Ma femme se marie, vaudeville en un acte de Duvert et Vianadt, Vaudeville (11 décembre)